# Беліни (Радомський повіт)
Беліни (пол. Bieliny) — село в Польщі, у гміні Пйонки Радомського повіту Мазовецького воєводства.
Населення — 86 осіб (2011).

## Демографія
Демографічна структура станом на 31 березня 2011 року:
|          | Загалом | Допрацездатний вік | Працездатний вік | Постпрацездатний вік |
| -------- | ------- | ------------------ | ---------------- | -------------------- |
| Чоловіки | 44      | 10                 | 24               | 10                   |
| Жінки    | 42      | 8                  | 19               | 15                   |
| Разом    | 86      | 18                 | 43               | 25                   |